# Yajur-Véda
Pour des articles plus généraux, voir Védisme et Véda.

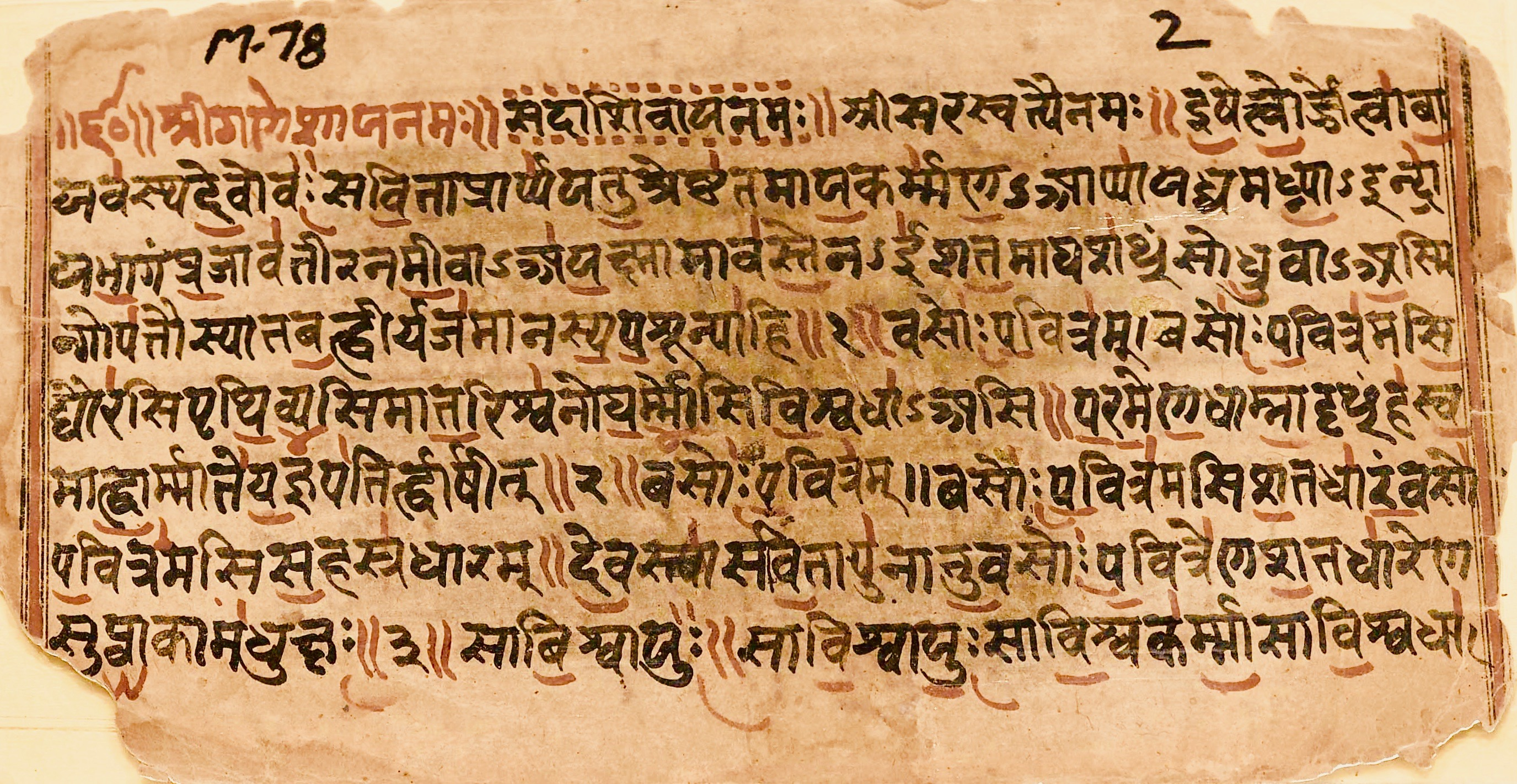
Une page de la Vajasneyi samhita trouvée dans le Shukla Yajurveda (en sanskrit, écriture devanagari). Cette version du manuscrit s'ouvre sur des salutations à Ganesha et Sadashiva (shivaïsme).

Le Yajur Veda ( यजुर्वेद en sanskrit devanāgarī ) ou Yajurveda est l'un des quatre védas. Il contient un ensemble de mantras, ainsi qu'une description des rites et différentes explications à leur sujet, ces dernières étant intégrées au texte dans quatre compilations, dites « Yajur Veda noir », tandis qu'une compilation, dite « Yajur Veda blanc » présente ces explications dans un texte séparé, le Shatapatha brahmana. Cette tradition reprend un ensemble de formules en prose telles des dédicaces ou des invocations prononcées par l'officiant adhvaryu, accompagnées par divers gestes et manipulations liturgiques au cours du sacrifice védique nommé yajña.

## Étymologie
En sanskrit, la racine yaj- intègre les formes verbales yajati qui se traduit par « il sacrifie » et ijyate signifiant « il est sacrifié ». Elle donne aussi les noms masculins yajña- (un sacrifice), et yajin- (un sacrifiant), mais aussi le nom neutre yajus- (formule sacrificielle en prose) qui devient yajur devant l'initiale du mot veda-.

## Inventaire des cinq collections
La Yajurveda-samhita comprend cinq collections dont l'une, la Vajasaneyi-samhita qualifiée de blanche (shukla) ne contient que des formules utilisées comme mantra mais aussi de brèves dédicaces nommées yajus telles « à toi par Indra », ou « à la santé de Agni ». Les quatre autres collections sont qualifiées de noires (krishna) et contiennent des explications en prose au sujet des rites qui en font le premier des brahmana.

### Vajasaneyi-samhita
| 1 - 2 :   |                      | Sacrifices pour les lunes nouvelle et pleine |
| 3 :       | Agnihotra            |                                              |
| 4 à 8 :   | Somayajna            |                                              |
| 9 - 10 :  | Vajapeya et Rajasuya |                                              |
| 11 à 18 : | Agnicayana           | Constructions d'autels                       |
| 19 à 21 : | Sautramani           |                                              |
| 22 à 25 : | Ashvamedha           | Sacrifice du cheval                          |
| 26 à 29 : |                      | Formules supplémentaires pour divers rituels |
| 30 à 31 : | Purushamedha         |                                              |
| 32 à 34 : | Sarvamedha           |                                              |
| 35 :      | Pitriyajna           |                                              |
| 36 à 39 : | Pravargya            |                                              |
| 40 :      | Isha Upanishad       |                                              |

### Krishna Yajur-Veda
La Krishna Yajurveda-samhita comporte quatre versions, littéralement quatre branches (shakhas) :
- la taittirīya saṃhita (TS) de Panchala
- la maitrayani saṃhita (MS)
- la caraka-katha saṃhita (KS) de Madraka
- la kapiṣṭhala-katha saṃhita (KapS) de Bahika

## Grands nombres
Le Yajur-Veda documente la plus ancienne utilisation connue de nombres allant jusqu'à cent mille billions[pas clair] (parārdha en sanskrit). Il utilise aussi le concept d'infinité numérique (pūrṇa), établissant que si on soustrait pūrṇa de pūrṇa, il reste toujours pūrṇa.